# تامارا لازاکوویچ
تامارا لازاکوویچ (به انگلیسی: Tamara Lazakovich) ژیمناست زادهٔ ۱۱ مارس ۱۹۵۴ میلادی اهل کشور شوروی است.